# Daniel Gürschner
Daniel Gürschner, né le 27 février 1973 à Altdöbern, est un judoka allemand.

## Carrière
Champion d'Europe junior en 1993 dans la catégorie des moins de 95 kg, Daniel Gürschner remporte le tournoi de Paris en 1997, dans la catégorie des moins de 100 kg, ainsi que le tournoi de Budapest la même année dans la catégorie des moins de 95 kg.
Il est sacré champion d'Europe de judo en 1998 à Oviedo dans la catégorie des moins de 100 kg. Cette même année, il est médaillé de bronze aux Championnats d'Europe par équipes de judo à Villach. Il est ensuite médaillé d'argent dans la catégorie des moins de 100 kg aux Championnats d'Europe 2000 à Wrocław.
Il deviendra ensuite entraîneur de l'équipe d'Allemagne de judo.

## Vie privée
Daniel Gürschner est marié à la judokate française Sarah Loko.